# Хачатурян, Ашот Богданович
Ашо́т Богда́нович Хачатуря́н (12 апреля 1913 года, Бегум Саров — 16 ноября 2006 года, Москва; арм. Աշոտ Բոգդանի Խաչատրյան) — советский философ, доктор философских наук (1964), профессор (1966), специалист в области истории философии, истории армянской философии, диалектического и исторического материализма, марксистско-ленинской философии. Член КПСС (с 1954 года).

## Биография
Родился 12 апреля 1913 года.

### Образование
В 1940 году окончил философский факультет Московского института философии, литературы и истории (1940), а в 1949 — аспирантуру Института философии АН СССР.

### Научная деятельность
С 1940 года занимается научно-педагогической работой. С 1964 года — заведующий кафедрой философии Московского государственного заочного педагогического института (с 1992 года — МГГУ им. М. А. Шолохова).

## Труды
- Является автором следующих работ[1]:
- Об эстетических взглядах М. Налбандяна, «Искусство», 1954, No 6.
- Из истории передовой обществ. филос. мысли Армении второй пол. 18 в., «Уч. зап. МГПИ», 1956, т. 95, вып. 1.
- К вопросу о ленинском этапе в развитии материалистич. диалектики, там же, 1957., т. 113, вып. 2.
- В. И. Ленин о диалектике понятий, там же, 1960, т. 162.
- Движущие силы развития об-ва, М., 1961.
- Классич. культурное наследие и коммунизм, в сб.: Об эстетич. воспитании трудящихся, вып. 2, М., 1962.
- Мировоззрение М. Л. Налбандяна, «Уч. зап. МГПИ», 1962, т. 171.
- Великий арм. просветитель-демократ Хачатур Абовян и передовая рус. культура, «ВФ», 1953, No 5.
- Об осн. этапах развития домарксистской философии, М., 1963.
- История философии в СССР, т. 2, М., 1968 (соавтор).
- Атеизм рус. революц. демократов, в сб.: Некоторые вопросы марксистско-ленинской философии, М., 1968.
- К вопросу о законе и его типах, в сб.: Некоторые вопросы марксистско-ленинской философии, ?., 1968.
- Некоторые вопросы теории и истории общественного сознания (1976).
- История армянской прогрессивной философской и общественно-политической мысли конца XVIII — середины XIX века (1973).
- Ленинская теория отражения и некоторые вопросы материалистической диалектики (1971).

### Переводы
- Конституция Армении (проект). Армянское уложение законов для управления страной Армянской. 1773 г./ Пер. с древнеармянского Хачатуряна А. Б. — М., изд-во МГОПУ, 1998. — 106 с.